# Флік Шагвелл
Ребекка Лі (англ. Rebecca Lee, 3 березня 1979 або 5 березня 1979 , Вімблдон, Великий Лондон ), відома як Флік Шагвелл (англ. Flick Shagwell) — колишня британська порноакторка.

## Біографія
Народилася 3 березня 1979 року у Вімблдоні, виросла там же. 
В порноіндустрію потрапила у 2000 році, у близько 21 рік. Першими ролями були відеоролики у стилі аматорської порнографії, у тому числі Dirty Debutants Еда Пауерса. «Флік» — прізвисько, дане їй одним із колишніх бойфрендів. «Шагвелл» — посилання до персонажки Felicity Shagwell з фільму «Остін Пауерс».
Знімалася для порностудій Adam & Eve, Anabolic Video, Devil's Film, Diabolic Video, Elegant Angel, Hustler Video, Jill Kelly Productions, JM Productions, New Sensations, Sin City, VCA, Wicked Pictures, Zero Tolerance та інших.
З грудня 2006 року до червня 2007 року не знімалася і працювала візажисткою. 
Пішла з порноіндустрії у 2011 році, знявшись у 358 порнофільмах.

## Нагороди та номінації

### Нагороди
- 2004 AVN Awards — найкраща лесбійська сцена, за The Violation of Jessica Darlin
- 2003 AVN Awards — найкраща сцена орального сексу, за Lady Fellatio: In the … Dog House!

### Номінації
- 2005 AVN Awards — найкраща лесбійська сцена, відео, за Girl Crazy 2
- 2005 AVN Awards — найкраща групова сцена, відео, за World Class Ass

## Вибрана фільмографія
- Girl Crazy 2
- Lady Fellatio: In the … Dog House!
- The Violation of Jessica Darlin
- World Class Ass